# Rhamnus bungeana
Rhamnus bungeana är en brakvedsväxtart som beskrevs av Ja. Vassiliev. Rhamnus bungeana ingår i släktet getaplar, och familjen brakvedsväxter. Inga underarter finns listade i Catalogue of Life.